# إدواردو تيوس
إدواردو تيوس لوبيز نافارو (بالإسبانية: Eduardo Teus López-Navarro ؛6 نوفمبر 1896 – 8 أكتوبر 1958) المعروف أيضًا باسم تيوس (بالإسبانية: Teus) كان لاعب كرة قدم فلبينيًا محترفًا لعب لصالح ريال مدريد كحارس مرمى.
وُلِد تيوس في مانيلا، الفلبين، عام 1896 لعائلة فلبينية من أصول مختلطة بين السكان الأصليين والإسبان. فاز مع النادي بثلاثة ألقاب في الدوري الكتالوني ولقب واحد في بطولة كأس ملك إسبانيا.
في ذروة مسيرته الكروية، اضطر إلى اعتزال كرة القدم بعد تعرضه لإصابة خطيرة في إحدى المباريات خلال موسم 1918–1919. وفي وقت لاحق أصبح صحفيًا رياضيًا ناجحًا، ثم كلفه فرانسيسكو فرانكو بإدارة فريق كرة القدم الوطني الإسباني كمدرب رئيسي. تولى تدريب المنتخب الوطني من عام 1941 إلى عام 1942، حيث لعب إجمالي ست مباريات دولية، فاز بثلاث منها وخسر واحدة فقط وتعادل في اثنتين.
في عام 1958، توفي تيوس بسبب سكتة دماغية أثناء مشاهدته لمباراة في المقصورة الصحفية بملعب سان ماميس في بلباو في إسبانيا.

## الإنجازات
- الدوري الإسباني لكرة القدم الكتالوني: (3)
- كأس ملك إسبانيا: (1)

## وصلات خارجية
- Eduardo Teus على موقع قاعدة بيانات كرة القدم.إي يو (الإنجليزية)
- Real Madrid CF: Eduardo Teus Official Website (Spanish)
- Real Academia De la Historia: Eduardo Teus (Spanish)